# Oribacterium asaccharolyticum
Oribacterium asaccharolyticum es una especie de bacteria grampositiva del género Oribacterium. Fue descrita en el año 2014. Su etimología hace referencia a que no digiere azúcares. Es grampositiva, aunque se puede teñir gramnegativa por la delgada pared, anaerobia estricta y móvil. Tiene un tamaño de 0,5 μm de ancho por 1,6 μm de largo. Forma colonias redondas, no hemolíticas y no pigmentadas. Catalasa y oxidasa negativas. Sensible a kanamicina, vancomicina, metronidazol, penicilina y rifampicina. Resistente a colistina. Se ha aislado de la placa subgingival. 